# دین در ارمنستان
ادیان در ارمنستان بر اساس سرشماری سال ۲۰۲۲
دین در ارمنستان شامل باورها و مذاهب مردم ارمنستان می‌شود. از سال ۲۰۱۱ حدود ۹۷ درصد مردم این کشور مسیحی و اعضای کلیسای حواری ارمنی هستند. این کلیسا یکی از قدیمی‌ترین کلیساهای مسیحی است که در سده اول پس از میلاد تأسیس شد و و در سال ۳۰۱ پس از میلاد اولین شاخه مسیحیت بود که به یک دین دولتی تبدیل شد. ارمنستان اولین کشوری بود که در اوایل قرن چهارم میلادی، مسیحیت را به عنوان دین رسمی خود پذیرفت و کلیسای آن کاملاُ خودمختار و متفاوت با کلیساهای دیگر در دنیاست.

## جمعیت‌شناسی

مسیحیت در اروپا بر حسب درصد (۲۰۱۰)

تقریباً ۹۸٫۱٪ از جمعیت این کشور از نظر قومی ارمنی هستند که اکثریت قریب به اتفاق آنها متعلق به کلیسای حواری ارمنی‌اند. بر اساس نظرسنجی انجام‌شده توسط مرکز تحقیقات پیو، ۵۱ درصد از بزرگسالان در ارمنستان «بسیار مذهبی» هستند و این نظرسنجی، ارمنستان را به عنوان دومین کشور مذهبی در بین ۳۴ کشور اروپایی، پس از رومانی رتبه‌بندی کرد. ۷۹ درصد از ارمنی‌های مورد بررسی در این پژوهش گزارش کردند که با «قطعیت مطلق» به خدا اعتقاد دارند و ۵۳٪ دین را در زندگی خود بسیار مهم می‌دانند.

## ادیان

### اسلام
اسلام در قرن هفتم شروع به نفوذ به فلات ارمنستان کرد. قبایل عرب و بعداً مردم کرد پس از اولین حمله اعراب به ارمنستان در این سرزمین ساکن شدند و نقش قابل توجهی در تاریخ سیاسی و اجتماعی ارمنستان ایفا کردند. با تهاجمات سلجوقیان در سده یازدهم و دوازدهم، مردم ترک جانشین اعراب و کرد شدند. ارمنستان با تأسیس و روی کار آمدن دودمان صفوی، افشاریه، زند و قاجار، به بخشی جدایی ناپذیر از جهان تشیع تبدیل شد و در عین حال هویت نسبتاً مستقل مسیحی را حفظ کرد. فشارهایی که توسط چند حکومت مسلمان وارد شد، بسیاری از ارمنی‌های اصلی را در آناتولی و ارمنستان امروزی مجبور کرد که به اسلام گرویده و در جامعهٔ مسلمان جذب شوند. بسیاری از ارمنی‌ها نیز در سالهای نسل‌کشی ارمنی‌ها مجبور به گرویدن به اسلام شدند تا از مجازات اعدام فرار کنند.

## توزیع جغرافیایی

### کاتولیک
کاتولیک‌های ارمنی عمدتاً در منطقه شمالی، در هفت روستا در استان شیراک و شش روستا در استان لوری زندگی می‌کنند.

### ایزدی
ایزدی‌ها عمدتاً در مناطق کشاورزی اطراف کوه آراگاتس، شمال غربی ایروان متمرکز شده‌اند. آنها در ۱۹ روستا در استان آراگاسوتن، دو روستا در استان آرماویر و یک روستا در استان آرارات زندگی می‌کنند.

### مالاکان
مالاکان در ۱۰ روستا در استان لری، دو روستا در استان شیراک و دو روستا در استان گغارکونیک زندگی می‌کنند.

### دیگر
اکثر یهودیان، مورمون‌ها، پیروان بهائیت، مسیحیان ارتدوکس شرقی و مسیحیان کاتولیک لاتین در پایتخت ایروان زندگی می‌کنند که تنوع بیشتری از مردم را به خود جلب کرده است. ایروان همچنین دارای جامعه کوچکی از مسلمانان، از جمله کردها است. گروه‌های مبلغان خارجی نیز در کشور فعال هستند.

## آزادی مذهب
قانون اساسی که در سال ۲۰۰۵ اصلاح شد، آزادی مذهب و حق انتخاب یا تغییر باورهای مذهبی را فراهم می‌کند. این سازمان «مأموریت انحصاری کلیسای ارمنی را به عنوان یک کلیسای ملی در زندگی معنوی، توسعه فرهنگ ملی و حفظ هویت ملی مردم ارمنستان به رسمیت می‌شناسد.» این قانون محدودیت‌هایی برای آزادی مذهبی گروه‌های مذهبی غیر از کلیسای ارمنی قائل شده است. قانون آزادی جدایی کلیسا و دولت را تعیین می‌کند اما به کلیسای ارمنی وضعیت رسمی به عنوان کلیسای ملی اعطا می‌کند.